# 斯巴达克·别利亚耶夫
斯巴达克·季莫费耶维奇·别利亚耶夫（俄語：Спартак Тимофеевич Беляев，1923年10月27日—2017年1月5日），俄罗斯理论物理学家，罗蒙诺索夫金质奖章得主。

## 奖项和荣誉
- 战功奖章（1942年）[2]
- 红星勋章（1943年）[3]
- 保卫高加索奖章（1944年）[4]
- 十月革命勋章（1973年）
- 列宁勋章（1967年）
- 劳动红旗勋章
- 二级卫国战争勋章（1985年）
- 朗道金质奖章（1998年）
- 俄罗斯科学院罗蒙诺索夫金质奖章（2011年5月7日，与杰拉德·特·胡夫特共享）[1]
- 核能发展功绩奖章（2016年）[5]